# فياض (اسم)
فياض هو اسم علم مذكر من أصل عربي، ومعناه هو على صيغة المبالغة من فائض، الكثير الجود الغزير المياه؛ يقال «رجلٌ فياض» أي وهاب و«نهر فياض» غزير الماء زيادة عن حده المعتاد.

## شخصيات تحمل الاسم
- فياض أحمد (سياسي أفغانستاني، 1946 – 12 نوفمبر 1986)
- فياض اللاهيجي
- فياض بن حامد الرويلي (رئيس الأركان العامة السعودية، 27 أبريل 1958 – )
- فياض عبد المنعم (وزير مالية مصري سابق، 1957 – )
- فياض محمود (لاعب كرة قدم بحريني)

## وصلات خارجية
- موسوعة السلطان قابوس لأسماء العرب نسخة محفوظة 5 أبريل 2019 على موقع واي باك مشين.